# Battaglia di Arbedo
La battaglia di Arbedo ebbe luogo davanti a Bellinzona il 30 giugno 1422, tra le truppe del Carmagnola, inviate dal duca di Milano Filippo Maria Visconti a riconquistare la città, e la Vecchia Confederazione svizzera.

## Storia

### Antefatti
Nel 1402 morì Gian Galeazzo Visconti, primo duca di Milano, e questo causò profondi cambiamenti nei rapporti, fino ad allora molto buoni, tra il Ducato di Milano e la Vecchia Confederazione svizzera. Alla debolezza e alle divisioni in cui era caduto il Ducato di Milano, faceva da contraltare la nuova potenza militare dei cantoni svizzeri, rafforzata dalle vittorie sugli Asburgo degli anni ottanta del Trecento.
Grazie a un'accorta politica diplomatica e militare iniziata con l'ottenimento del controllo su Leventina e Riviera nel 1403, sulla Vallemaggia nel 1411 e culminata con l'acquisto dai signori de Sacco della città fortificata di Bellinzona, i cantoni svizzeri a ridosso delle Alpi intendevano controllare maggiormente i passi alpini della regione e creare tra loro e il Ducato di Milano una zona cuscinetto.
Filippo Maria Visconti, che con il possesso confederato di Bellinzona si sentiva direttamente minacciato, cercò dapprima di riacquistare la città ma, non trovando un accordo con gli Svizzeri, decise di riprenderla con la forza. Nella primavera del 1422 il comandante milanese Francesco Bussone da Carmagnola, forte di un esercito di 16 000 uomini, riconquistò Bellinzona e le valli circostanti grazie anche all'appoggio dei valligiani e costrinse gli Svizzeri a fuggire attraverso il passo del San Gottardo, venendo poi nominato governatore della città. Presto gli Svizzeri si allarmarono poiché si diffuse la voce che i milanesi avevano intenzione di invadere la Valle Leventina.
Rafforzati da questo successo, i Milanesi guidati da Angelo della Pergola, riuscirono anche a ricatturare la Val d'Ossola.. A questa aggressione gli Svizzeri della Vecchia Confederazione, dopo varie discussioni in sede federale e senza il sostegno di Berna e di Zurigo, che non voleva compromettere i rapporti commerciali che lo legavano al Ducato di Milano, reclutarono un contingente di circa 2 500 soldati in Leventina, Lucerna, Uri, Zugo e Obvaldo con l'appoggio di truppe anche da Appenzello e da San Gallo. Uri e Obvaldo, dando per scontato l'aiuto da parte di Lucerna e Zugo, inviarono direttamente i propri uomini a occupare la Leventina per poi portarsi verso Bellinzona senza neppure stabilire un piano di battaglia comune con gli alleati.
Il 24 giugno 1422 i Confederati varcarono il passo del San Gottardo ma, dal momento che le truppe erano mal condotte e indisciplinate, 600-800 uomini di Uri, giunti presso Bellinzona, si staccarono dal resto dell'esercito per saccheggiare la Val Mesolcina sino a Mesocco. Il resto assediò Bellinzona ma fu circondato da un esercito di 24 000 uomini guidato dal Carmagnola e da Angelo della Pergola e fu costretto a ritirarsi nei pressi di Arbedo, in attesa di rinforzi.

### La battaglia
Il 30 giugno il Carmagnola, accortosi dell'assottigliarsi delle file nemiche, decise il contrattacco. Le truppe elvetiche, investite dalla cavalleria guidata da Angelo della Pergola, riuscirono per alcune ore a tenere l'urto abbattendo molti cavalli con lance e alabarde e finendo i cavalieri con i pugnali. A quel punto il della Pergola, resosi conto della grande abilità dei fanti svizzeri nel contrastare la cavalleria, diede ordine ai balestrieri di portarsi sui fianchi e tenere impegnati gli Svizzeri, poi ordinò ai cavalieri di smontare e affrontare il nemico con le picche, che avevano una portata maggiore rispetto alle alabarde svizzere. Lui stesso si pose alla testa dei cavalieri appiedati caricando il nemico. Con questo stratagemma gli Svizzeri furono messi alle strette.
Nel frattempo la fanteria milanese aveva effettuato una manovra a tenaglia per accerchiare il nemico portandosi sui pendii del Motto d'Arbino. Gli Svizzeri cercarono di fuggire risalendo il monte dove furono bloccati dalla fanteria milanese. A questo punto Ulrich Walker, scoltetto di Lucerna e comandante dell'esercito svizzero, insieme a molti altri soldati, gettò a terra l'alabarda con il manico rivolto verso il nemico in segno di resa. Erano ormai passate otto ore dall'inizio degli scontri.
I Milanesi si riunirono in consiglio per decidere il da farsi. Angelo della Pergola propose di accettare la resa, prendere prigionieri gli Svizzeri e condurli a Milano per poi richiedere un riscatto con cui finanziare le perdite subite. Il Carmagnola, tuttavia, ritenne che si dovessero rinnovare le ostilità per riportare una completa vittoria e vendicare i caduti.
Mentre i Milanesi stavano trattando le condizioni di resa, i 600-800 svizzeri che stavano saccheggiando la valle Melsolcina piombarono sull'esercito milanese rinnovando la battaglia. Heinrich Puntiner cadde difendendo il suo stendardo, Peter Kälin, portabandiera di Zugo, combatté insieme ai suoi due figli cadendo insieme allo stendardo che portava. Uno dei figli lo trasse di nuovo da sotto il corpo del padre e lo sventolò in aria prima di strapparlo dalla lancia, avvolgerlo intorno al suo corpo e ferirsi mortalmente. Un altro soldato di Zugo, Johann Landwig, lo fece sventolare per la terza volta prima di cadere a sua volta. Non avendo più alcuna via di fuga, gli Svizzeri riuscirono con una manovra disperata e con pesanti perdite a rompere l'accerchiamento e a fuggire verso il passo del San Gottardo inseguiti dal Carmagnola che si fermò nei pressi della gola del Piottino temendo l'arrivo dei rinforzi da Svitto e Glarona.

### Conseguenze
La battaglia fece registrare pesanti perdite in entrambi gli schieramenti.
I Milanesi catturarono un ricco bottino, 1 200 muli, 300 prigionieri, compresi il comandante svizzero Ulrich Walker e venti capitani tra cui Peter von Utringen. Il trionfo fu tale che a Milano si proclamarono tre giorni di festa cittadina. Filippo Maria Visconti ricompensò Angelo della Pergola con 10 000 fiorini e il feudo di Sartirana Lomellina.
Per la prima volta gli Svizzeri furono costretti a ritirarsi dal campo di battaglia senza neppure seppellire i loro morti, i cui resti vennero successivamente sepolti nei pressi della chiesa di San Paolo di Arbedo. I cantoni di Uri e di Obvaldo persero il controllo sui territori situati a sud della gola del Piottino.
Con il trattato di Bellinzona del 21 luglio 1426 i Confederati riottennero la franchigia doganale nel Ducato in cambio alla rinuncia di tutti i loro possedimenti transalpini. Molte furono le rimostranze dei Cantoni Primitivi a seguito del mancato sostegno da parte di Berna e dal limitato appoggio che avevano dato altri cantoni come Zurigo. In seguito a questa sconfitta gli Svizzeri rafforzarono i propri eserciti con una maggior quota di picchieri sul totale dei combattenti.